# يوني إكستروم
يوني إكستروم (بالسويدية: Johnny Ekström)‏ (مواليد 5 مارس 1965) هو لاعب كرة قدم. يلعب مع منتخب السويد لكرة القدم. سبق له أن لعب في كأس العالم لكرة القدم مع منتخب بلاده.

## مسيرته الكروية
لعب يوني إكستروم خلال مسيرته الاحترافية مع 8 أندية في سبعة عشر موسمًا وسجل خلالها 75 هدفًا ضمن 278 مباراة. حيث فاز في موسم واحد بالكأس وفي أربعة مواسم بالدوري.
خاض يوني إكستروم مسيرته مع نادي غوتبورغ في عامي 1984-1986 في المرة الأولى ولمدة موسمين ثم في موسم 1991 ليلعب معه أربعة مواسم ثم ما بين عامي 1998 و1999 لمدة موسم واحد، مشاركًا طوالها في 90 مباراة سجل خلالها 39 هدفًا. ثم انتقل إلى نادي إمبولي في موسم 1986–87 ولمدة موسمين، حيث شارك في 53 مباراة سجل خلالها 8 أهداف. لينتقل بعدها إلى نادي بايرن ميونخ في موسم 1988–89 لمدة موسم واحد، مشاركًا في 23 مباراة سجل خلالها 7 أهداف. ثم انتقل إلى نادي كان في موسم 1989–90 ولمدة موسمين، مشاركًا في 32 مباراة سجل خلالها 4 أهداف. هذا وانتقل لاحقًا إلى نادي ريال بيتيس في موسم 1993–94 لمدة موسم واحد، مشاركًا في 7 مباريات سجل خلالها هدفين. ثم انتقل بعدها إلى نادي دينامو درسدن في موسم 1994–95 لمدة موسم واحد، مشاركًا في 30 مباراة سجل خلالها 7 أهداف. ليعود وينتقل من جديد، لكن هذه المرة إلى نادي آينتراخت فرانكفورت في موسم 1995–96 ولمدة موسمين، مشاركًا في 34 مباراة سجل خلالها 7 أهداف أيضًا.

## روابط خارجية
- يوني إكستروم على موقع الاتحاد الدولي (مؤرشف)  (الإنجليزية)
- يوني إكستروم على موقع الاتحاد الأوربي (الإنجليزية)
- يوني إكستروم على موقع قاعدة بيانات كرة القدم.إي يو (الإنجليزية)
- يوني إكستروم على موقع بيانات كرة القدم. دي إي (الألمانية)
- يوني إكستروم على موقع ناشيونال فوتبول تيمز (الإنجليزية)
- يوني إكستروم على موقع Soccerway.com (الإنجليزية)
- يوني إكستروم على موقع عالم كرة القدم.نت (الإنجليزية)